# Brevipalpus obovatus
Brevipalpus obovatus är en spindeldjursart som beskrevs av Donnadieu 1875. Brevipalpus obovatus ingår i släktet Brevipalpus och familjen Tenuipalpidae. Inga underarter finns listade.